# Bart Heirewegh
Bart Heirewegh, né le 28 août 1967 à Hamme, est un coureur cycliste belge.
Contrôlé positif à l'EPO en 2004, il est suspendu deux ans et demi et condamné à une peine de travail de 125 heures.

## Palmarès
- 1986
  - 3e du Tour des Flandres juniors
- 1992
  - 3e du championnat de Belgique sur route amateurs
- 1993
  - 3e du Circuit du Houtland
- 1995
  - 3e du Coupe Sels
- 1996
  - 2e de la Puivelde Koerse
  - 3e du Grand Prix de Hannut
  - 3e de Textielprijs Vichte (nl)
- 1997
  - 3e du Prix national de clôture
- 1998
  - Grand Prix Marcel Kint
  - 1reb étape du Herald Sun Tour
  - Melbourne to Warrnambool Classic
  - Leeuwse Pijl
  - 2e de la Ruddervoorde Koerse
  - 2e de la Puivelde Koerse
  - 3e du Grand Prix de la ville de Zottegem
  - 3e de la Gullegem Koerse
  - 3e de l'Izegem Koers
- 1999
  - 4e et 14e étapes du Herald Sun Tour
  - GP Lucien Van Impe (nl)
  - Textielprijs Vichte (nl)
  - Grand Prix Beeckman-De Caluwé
  - 2e de la Flèche hesbignonne
  - 2e du Grote Prijs Dr. Eugeen Roggeman
  - 3e du Circuit du Pays de Waes
- 2000
  - 2eb et 10e étapes du Herald Sun Tour
  - 2e du Tour Beneden-Maas
  - 2e de À travers Gendringen
  - 2e du Grand Prix de Hannut
  - 2e du Mémorial Fred De Bruyne
  - 3e du Grand Prix Marcel Kint
- 2001
  - 2e du GP Lucien Van Impe (nl)
  - 3e du Grand Prix Marcel Kint
- 2002
  -  Champion de Belgique sur route élites sans contrat
  - 1re étape du Tour de la province d'Anvers
  - 7e étape du Herald Sun Tour
  - Circuit du Port de Dunkerque
  - 2e du Tour de la province d'Anvers
  - 3e du Grand Prix Briek Schotte
  - 3e de la Coupe Egide Schoeters
- 2003
  - Mémorial Danny Jonckheere
  - 3e étape du Tour du Sud-Est des Flandres
- 2004
  - Mémorial Philippe Van Coningsloo
  - 3e du Grand Prix Etienne De Wilde